# Jaroslav Pánek
Jaroslav Pánek, češki slovenist in zgodovinar, * 23. januar 1947, Praga.

## Življenjepis
Študiral je  zgodovino, slavistiko in arhivistiko na Filozofski fakulteti Karlove univerze v Pragi. Doktoriral je leta 1980 z doktorsko disertacijo o zgodovini stanovske družbe v 16. stoletju. 
Leta 1970 se je zaposlil v Okrajnem arhivu v Benešovu. 1976 je postal strokovni, po letu 1980 pa znanstveni sodelavec na oddelku starejše zgodovine Inštituta češkoslovaške in svetovne zgodovine (Ústav československých a světových dějin ČSAV), danes Inštitut za zgodovino Akademije znanosti Češke republike (Historický ústav Akademie vĕd České republiky). Leta 1990 je ustanovil Oddelek za  zgodovino zgodnjega novega veka, katerega predstojnik je bil do leta 1993. Od leta 1992 poučuje na Filozofski fakulteti v Pragi na Oddelku za zgodovino zgodnjega novega veka. 
Kot gostujoči profesor je predaval na različnih univerzah po Evropi, ZDA in  Tajvanu. Je dobitnik različnih nagrad Karlove univerze v Pragi in drugih tujih univerz (Belgija, Francija, Poljska).

## Delo
Na začetku svojega raziskovalnega dela se je ukvarjal s češko-poljskimi odnosi v srednjem veku. Na koncu osemdesetih let je veliko prevajal iz slovenskega jezika. Za propagiranje slovenske zgodovine in za širjenje sodobnih slovensko-čeških odnosov je leta 1991 dobil nagrado Jakoba Gallusa. Kot glavni urednik ali sourednik je sodeloval pri različnih znanstvenih revijah: Folia Historica Bohemica (1990–2004), Historical Sciences in the Czech Republic (od 1994) in Český časopis historický (od 2000). Od leta 2002 je predsednik Češkega narodnega komiteja zgodovinarjev. 
Trenutno se najbolj posveča češki in evropski zgodovini zgodnjega novega veka (16.–18. stoletja). Glavne teme njegovega raziskovanja so struktura družbe, politični sistemi, kulturni razvoj v času humanizma, renesanse in baroka ter zgodovina mednarodnih odnosov.

## Izbrana bibliografija
Monografije
- Jan Amos Komenski: češki humanist na poti k boljšanju reči človeških. Nova Gorica: Educa, 1993. (COBISS)
- Sedm slovinských let: slovinská kultura v České republice 1990-1996. Olomouc: Votobia, 1997. (COBISS)
- Poslední Rožmberk: životní příběh Petra Voka. Praga: Panorama, 1996. (COBISS)

Članki
- O sprejemu slovenske kulture v češkem okolju. Sodobnost 45/11–12 (1997). 974–979.[mrtva povezava] (COBISS)
- Češke in slovenske dežele v 17. stoletju. Obdobje baroka v slovenskem jeziku (1989). 369–377. (COBISS)
- Malý národ a jeho dějepisectví: 1997 - Slovinsko - Janez Cvirn. Rozmluvy s historiky (2005). 61–65. (COBISS)
- Slovinsko známé i neznámé. Slavista s duší básníka (2005). 147–159. (COBISS)

O njem
- Eva Procházková:  Historik Jaroslav Pánek: bibliografie literárního díla. Benešov: Státní okresní archiv: Muzeum okresu, 1998. (COBISS)